# Войку, Мэдэлин
Мэдэлин Штефан Войку (рум. Mădălin Ștefan Voicu; родился 10 июля 1952 года в Бухаресте) — румынский музыкант и политик цыганского происхождения. Сын Иона Войку.

## Биография
Войку является членом Социал-демократической партии (СДП) и депутатом Палаты депутатов с 1996 года. Он является одним из двух политиков-цыган по национальности в действующем парламенте; другой — Николае Пэун, занимающий место, специально отведенное для представителя цыганского меньшинства.
Мэдэлин — сын Иона Войку, известного румынско-цыганского музыканта. В юности он дружил с Нику Чаушеску, сыном лидера коммунистической Румынии Николае Чаушеску, а также с другими молодыми членами номенклатуры.
Войку окончил Национальный университет музыки, прошел дирижерское обучение в различных школах за границей, работал в оркестрах Крайовы и Плоешти.
Он начал свою политическую деятельность в 1994–1996 годах в качестве члена несуществующей Партии свободы и социального единства (рум. Partidul Libertății și Unității Sociale, PLUS), а затем стал активным членом Социал-демократической партии цыган Румынии (PDSR). Войку был избран на место, зарезервированное для меньшинств в законодательном органе 1996-2000 годов, прежде чем баллотироваться в общий список PDSR-PSD в 2000 году.